# Philygria nitifrons
Philygria nitifrons är en tvåvingeart som först beskrevs av Samuel Wendell Williston  1896.  Philygria nitifrons ingår i släktet Philygria och familjen vattenflugor. Inga underarter finns listade i Catalogue of Life.